# You and I both
You and I both is een lied geschreven en gezongen door Jason Mraz. In Nederland is het nummer bekend geworden in de uitvoering van Dean Saunders.

## Jason Mraz
Het nummer You and I both is het eerste nummer op het debuutalbum Waiting for my rocket to come van Jason Mraz. Het album werd op 15 oktober 2002 uitgebracht. Het nummer werd nooit op single uitgebracht.

## Dean Saunders
In 2011 nam de Nederlandse zanger Dean Saunders zijn versie van You and I both op. Saunders won op 21 januari 2011 de Nederlandse versie van de talentenjacht Popstars bij SBS6. In de slotuitzending bracht hij zijn eerste single You and I both ten gehore. Een week later kwam de single op nummer 1 binnen in de Nederlandse Single Top 100. Het bijzondere van deze notering was dat hij zijn broer Ben, winnaar van het eerste seizoen van The voice of Holland, van de eerste plaats stootte.

### Hitnoteringen

#### Nederlandse Top 40
| Hitnotering: 05-02-2011 t/m 26-02-2011 | Hitnotering: 05-02-2011 t/m 26-02-2011 | Hitnotering: 05-02-2011 t/m 26-02-2011 | Hitnotering: 05-02-2011 t/m 26-02-2011 | Hitnotering: 05-02-2011 t/m 26-02-2011 | Hitnotering: 05-02-2011 t/m 26-02-2011 |
| Week:                                  | 1                                      | 2                                      | 3                                      | 4                                      |                                        |
| -------------------------------------- | -------------------------------------- | -------------------------------------- | -------------------------------------- | -------------------------------------- | -------------------------------------- |
| Positie:                               | 22                                     | 22                                     | 32                                     | 40                                     | uit                                    |

#### NederlandseSingle Top 100
| Hitnotering: 29-01-2011 t/m 19-03-2011 | Hitnotering: 29-01-2011 t/m 19-03-2011 | Hitnotering: 29-01-2011 t/m 19-03-2011 | Hitnotering: 29-01-2011 t/m 19-03-2011 | Hitnotering: 29-01-2011 t/m 19-03-2011 | Hitnotering: 29-01-2011 t/m 19-03-2011 | Hitnotering: 29-01-2011 t/m 19-03-2011 | Hitnotering: 29-01-2011 t/m 19-03-2011 | Hitnotering: 29-01-2011 t/m 19-03-2011 | Hitnotering: 29-01-2011 t/m 19-03-2011 |
| Week:                                  | 1                                      | 2                                      | 3                                      | 4                                      | 5                                      | 6                                      | 7                                      | 8                                      |                                        |
| -------------------------------------- | -------------------------------------- | -------------------------------------- | -------------------------------------- | -------------------------------------- | -------------------------------------- | -------------------------------------- | -------------------------------------- | -------------------------------------- | -------------------------------------- |
| Positie:                               | 1                                      | 2                                      | 4                                      | 5                                      | 9                                      | 43                                     | 71                                     | 95                                     | uit                                    |